# José Antonio Bottiroli
José Antonio Bottiroli (Rosario, 1920 - Rosario, 1990) fue un compositor y director argentino de música clásica, también poeta.

## Biografía
José Antonio Bottiroli nació en la ciudad de Rosario, Argentina el 1 de enero de 1920 y murió en Rosario el 15 de marzo de 1990.  Desde su niñez vivió alternativamente en Rosario y en Los Cocos, en las Sierras de Córdoba. Su madre, Rosa Elena Bertora, era hija de inmigrantes genoveses, mientras que su padre, Carlos Hermenegildo Antonio Bottiroli, era hijo de lombardos provenientes de Pavia.  A través de su abuela paterna, María Ottone Ratti, estaba vinculado a uno de los personajes más importantes de la historia moderna de Italia, ya que era prima de Ambrogio Damiano Achille Ratti (1857-1939), futuro Papa Pío XI (1922-1939), que dio nacimiento al estado independiente y soberano de la Ciudad del Vaticano.

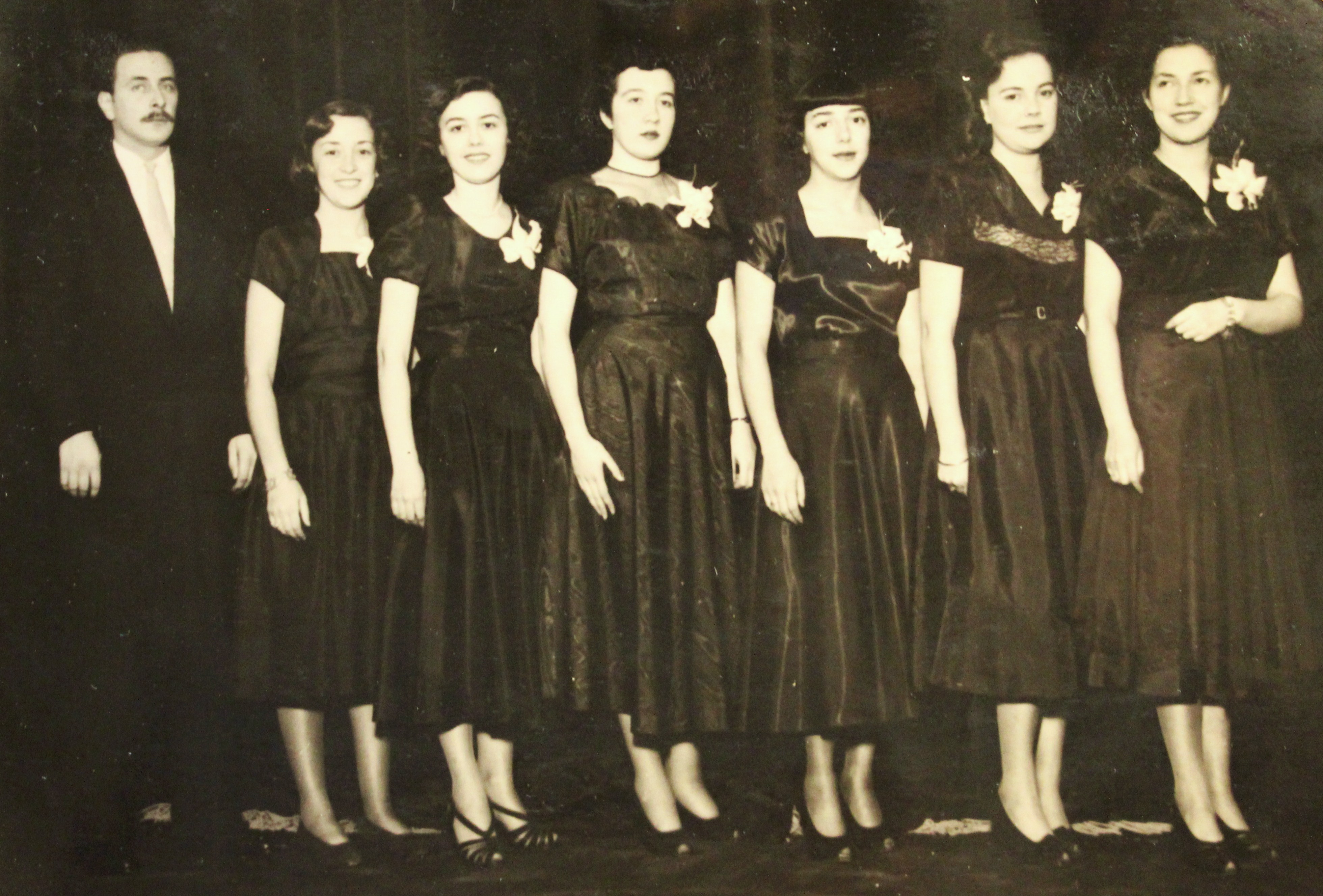
Sexteto Loreley

Estudió música con los compositores José de Nito (1887-1945), pionero de la música académica de la ciudad de Rosario y José Francisco Berrini (1897-1963), quien fuera su profesor de armonía y contrapunto en el del Colegio de Profesores N.º 2 Juan María Gutiérrez de la Universidad Nacional del Litoral (UNL). en Rosario.  En 1948 se graduó de la Universidad Nacional del Litoral con el título de Profesor Nacional de Música y fue condecorado por el Rotary Club como el mejor estudiante de música.  Hasta 1985 recibió el asesoramiento de su amigo, compañero de estudios y colaborador Nicolás Alfredo Alessio (1919-1985).  En 1970 fue becado a Europa.
Fue el director del Sexteto Vocal Femenino Juan María Gutiérrez, más tarde Sexteto Loreley, al que dirigió en importantes actuaciones en la Ciudad de Rosario, Radio El Mundo Radio El Mundo (LR1) y en el Teatro Nacional Cervantes Teatro Nacional Cervantes de la ciudad de Buenos Aires.

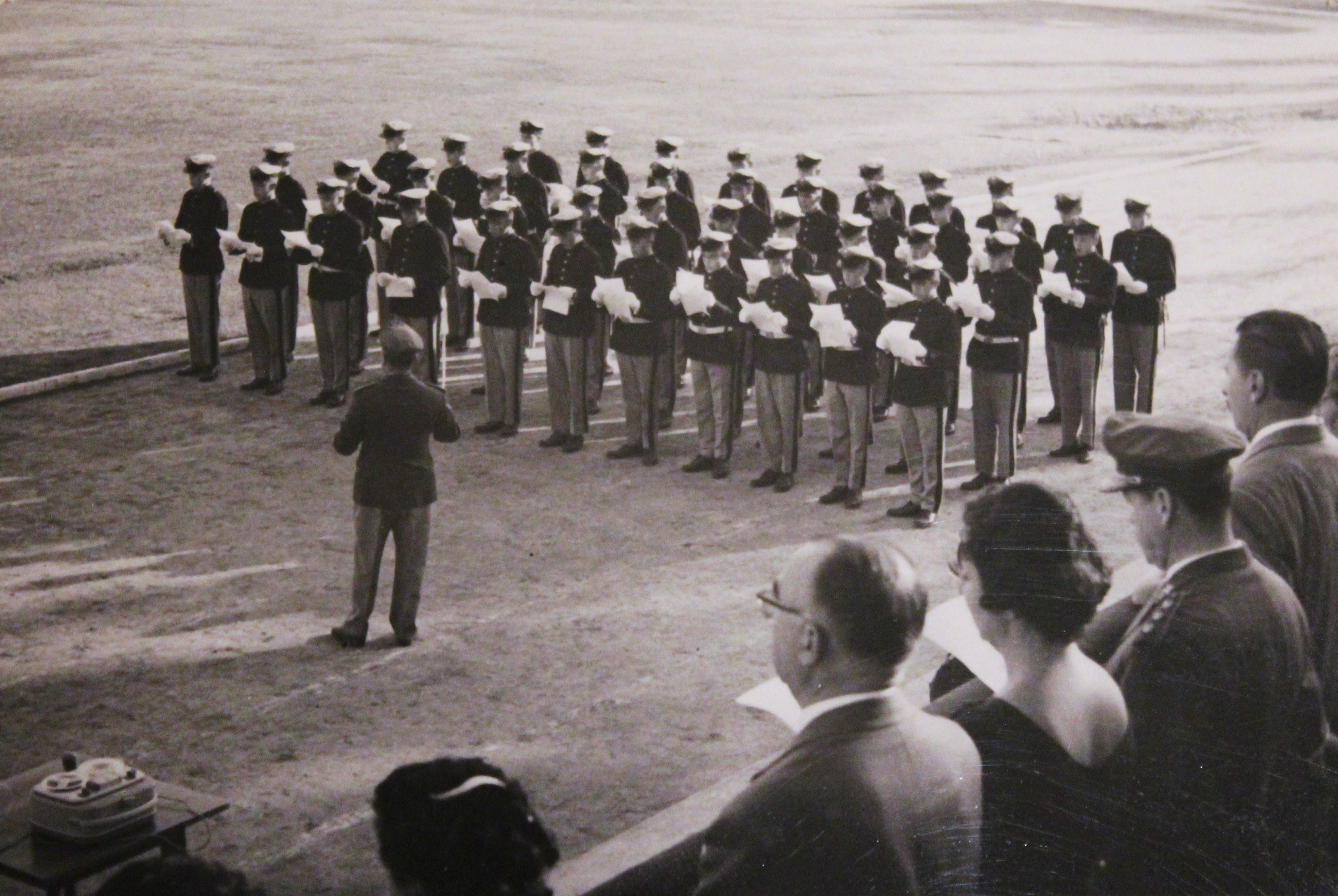
Estreno Belgrano Marcha Canción, 11 de mayo de 1962.

Compuso Belgrano Marcha-Canción con letra de Ernesto Arturo Sánchez Queirolo, obra que en 1960 fue aprobada por decreto del Concejo Nacional de Educación y el Concejo General de Educación de la Provincia de Santa Fe para ser incorporada al repertorio musical de las escuelas de la República Argentina y en el repertorio de las escuelas de la Provincia de Santa Fe. También, por decreto municipal de la Ciudad de Rosario, Belgrano Marcha Canción fue declarada “canción oficial en jurisdicción de la Ciudad a ser cantada en ceremonias en el Monumento Nacional a la Bandera, en conmemoración a la Bandera Argentina y en memoria del General Don Manuel Belgrano. Belgrano Marcha Canción es la única obra musical dedicada el General Don Manuel Belgrano Manuel Belgrano, creador de la bandera Argentina. Fue estrena el 11 de mayo de 1962 por el Coro del Instituto Militar y la Banda del Regimiento 12 de Infantería General Arenales bajo la conducción del Capitán Antonio Rabuffetti.
Como pianista Bottiroli dio recitales solo y en dúos de música de cámara con el violista Oscar Costa, chelista Pedro Farruggia, soprano Gabriela Moner, contralto Azucena Racca de Deseta, y en dúos a dos pianos y piano a cuatro manos con Jacinto Terán Fernández y Nicolás A. Alessio.
El 4 de octubre de 1951 dirigió la Orquesta Sinfónica de Rosario en el Teatro El Círculo Teatro El Círculo, ocasión en la que condujo el estreno americano del Concierto para oboe y orquesta de Nicólas A. Alessio y de la Misa festiva Opus 154 de Alexander Gretchaninov.
En 1962 Bottiroli recibió el premio Crisol de composición de Rosario y en 1963 compone el himno de la Escuela San Antonio María Gianelli con letra de Minerva Marchiori de Bruno.  En 1970 recibió del Instituto de Cultura Hispánica una beca de perfeccionamiento para estudiar en Europa, primero en Madrid y Barcelona, y luego Roma, donde dos de sus obras para música de cámara fueron estrenadas: Trío para instrumentos de viento y Cuarteto de cuerdas.
José Antonio Bottiroli fue el director de la Escuela Normal de Maestros N.º 3 y del Colegio Nacional de Comercio General Belgrano de Rosario, a lo que se sumó su trabajo docente en la enseñanza musical en el Colegio Nacional N.º 1, Colegio Sagrado Corazón y para los prisioneros de la cárcel de la Ciudad de Rosario.
Compuso 117 obras musicales: 73 para piano, 23 para música de cámara, 1 para guitarra, 8 para coro y 12 obras sinfónicas. Además de su obra musical escribió 85 poemas.  Sus obras musicales y poemas fueron catalogadas en 2011 y el 1 de febrero de 2012 su obra completa, musical y poética, fue registrada ante la Biblioteca del Congreso de Estados Unidos bajo el título: Obra Completa Musical y Poética de José Antonio Bottiroli.

## Música
Después de un periodo inicial nacionalista en el cual compuso obras influenciadas por el folklore argentino, como Pequeña Suite Norteña B-2 para orquesta y Carnavalito B-4  y Vidalita B-14 para coro, la música de José Antonio Bottiroli se adhiere a la tradición musical del Romanticismo.  Para sus obras para piano adoptó como principal estructura formal la micro-forma en la que expresó su propia subjetividad dentro del una trama ternaria.  Sus obras para piano se distinguen por su carácter improvisatorio y por la extensión de mano que requieren; mientras que sus trabajos para orquesta sinfónica siguen la narrativa del poema sinfónico establecido por Franz Liszt.  Harmónicamente, su música se aventura dentro de las ricas texturas del Romanticismo tardío y de los colores atmosféricos del Impresionismo.
En su prefacio para José Antonio Bottiroli, Obra Completa para Piano Vol. 1 y Vol. 2 el musicólogo argentino Diego M. Orellana sostiene que "en general, la obra de Bottiroli se distingue por su diverso y refinado gusto musical, su lenguaje aventurado, por momentos complejo, en el que alterna múltiples estilos, oscilando mayormente entre el impresionismo y el neo-romanticismo francés de fines del siglo XIX a lo que incorpora originales gestos extraídos del jazz.
La producción artística de José Antonio Bottiroli debe ser vista dentro del contexto de sus obras artísticas completas las cuales incluyen un número extenso de poemas y otros escritos.

## Discografía
- José Antonio Bottiroli - Complete Piano Works - 1: Waltzes.  Fabio Banegas, piano.  Recording Label: Naxos - Grand Piano.  Released: March, 2020.[23]

## Publicaciones
- José Antonio Bottiroli, Obra Completa para Piano Vol. 1 y Vol. 2.  Golden River Music, Dendermonde, Bélgica, 2017.

```
  El 
musicólogo
 argentino Diego M. Orellanan afirma que "la importancia de este repertorio no solo radica en lo artístico musical, sino también, en que se trata de una de las pocas publicaciones de una obra pianística completa de un compositor argentino, lanzada en forma total y simultánea casi treinta años después de su fallecimiento y porque es, seguramente, la única publicación integral para piano creada por un autor no nacido en la ciudad de Buenos Aires".
[
24
]
```

- Belgrano Marcha-Canción.  Ricordi Americana, Buenos Aires, Argentina, 1961.

```
  Sobre esta obra con música de José A. Bottiroli y letra de Ernesto Arturo Sánchez Queirolo el Profesor, Compositor e Investigador Daniel Cozzi concluye “que 
Belgrano Marcha Canción
 es la única obra musical dedicada al Gral. Don Manuel Belgrano.”
[
13
]
```

## Honores
- 1948 Premio Rotary Club al Mejor Graduado en Musica de la Universidad Nacional del Litoral.
- 1960 Decreto del Ministerio Nacional de Educación por su obra Belgrano Marcha-Canción.
- 1960 Decreto del Ministerio General de Educación de la Provincia de Santa Fe por su obra Belgrano Marcha-Canción.
- 1960 Decreto del Concejo Municipal de Rosario por su obra Belgrano Marcha-Canción.
- 1962 Premio Crisol de Composición.
- 1970 Beca del Instituto de Cultura Hispánica
- 2015 Músico Distinguido Post Mortem de la Ciudad de Rosario.

```
   El 26 de febrero de 2015, "por se extensa y destacada trayectoria como compositor, director de música clásica y poeta", José Antonio Bottiroli fue declarado "Músico Distinguido Post Mortem de la Ciudad de Rosario" mediante Decreto del Concejo Municipal de Rosario, número N.º 42765/2015.
[
25
]
```

- 2015 Oficialización de Belgrano Marcha-Canción.

```
   El 26 de febrero de 2015, por Ordenanza del Conceje Municipal de Rosaio, número de expediente 219264, su obra 
Belgrano Marcha-Canción
 fue re instituida como canción oficial en jurisdicción de la Ciudad de Rosario a ser reproducida en ceremonias oficiales, en conmemoración de la Bandera Argentina y en memoria del General Don Manuel Belgrano.
[
26
]
```

## Obra[4]

### Piano
- Vals en Sol Mayor.  B-23
- Tríptico.  B-80
- Mínimo en Re Mayor.  B-50
- Vals en Mi menor, Verdadero.  B-27
- Tema y variaciones en Sol Mayor.  B-28
- Vals en Fa menor, Chopin.  B-30
- Despertar en Re b Mayor. B-32
- Vals Etopeya en Sol-bemol, Mario.  B-34
- Poema en Re Mayo, Ven.  B-35
- Imagen en Re Mayor.  B-36
- Eros em Si menor.  B-37
- Papirola en Re Mayor.  B-38
- Memento en Mi menor.  B-39
- Muñeca Olvidada en Fa menor.  B-40
- Capricho en Re Mayor.  B-41
- 10 Microvalses.  B-42
- Vals en Re Mayor.  B-43
- Regreso en Si b Mayor. B-113, obra póstuma.
- Capricho en Mi b menor.  B-44
- Hoja de Álbum I en Sol b Mayor.  B-45
- Vals en Re menor, Inspirado.  B-46
- Hoja de Álbum II en Re Mayor.  B-47
- La Tribu Baila, Miceláneas en 7 microvalses.  B-114, obra póstuma.
- Hoja de Álbum III en Re menor.  B-48
- Hoja de Álbum IV en Fa Mayor.  B-49
- 7 Estudio en Mi menor.  B-51
- Toccata en Mi menor.  B-52
- Triste en Fa menor.  B-53
- Intimo en Do menor.  B-54
- Hoja de Álbum V en Si Mayor, Nocturnalia.  B-55
- Hoja de Álbum VI en Fa menor.  B-56
- 5 Microfilms.  B-58
- Nocturno en Sol b Mayor.  B-59
- Monólogo en Sol Mayor.  B-60
- Vals en Sol menor.  B-61
- Preludio en Fa menor.  B-62
- Vals en Re b Mayor.  B-63
- Vals in Re b Mayor.  B-64
- Piruchín en Fa Mayor, Página. B-65
- Andante ¾.  B-66
- Vals en Fa Mayor.  B-67
- Pájaro invisible en La b Mayor, Crespín.  B-68
- Cómo es... en Mi menor.  B-69
- Réplica I en Re b Mayor (a “Cómo es…”).  B-71
- Réplica II en Re menor (a “Nocturno …”).  B-70
- Test Vals en La b Mayor.  B-72
- Improvisación en Re menor, Otoño.  B-74
- Página de álbum en Fa menor.  B-75
- 6 Piezas para piano.  B-76
- Adagio en Do menor, Adagio ritornel.  B-77
- Viejo en Mi menor.  B-79
- Nuevo en Do menor.  B-78
- Vals en Sol b Mayor.  B-86
- Allegro I en Fa Mayor.  B-88
- Allegro II en Fa Mayor.  B-88
- Payasos en Fa Mayor.  B-89
- Paráfrasis sobre un tema de A. Arensky.  B-90
- Sin título en Fa menor, Hoja de álbum.  B-115, obra póstuma.
- Tema y variaciones I en Fa # menor.  B-91
- Tema y variaciones II en II en Mi menor.  B-92
- Vals en Mi b Mayor.  B-93
- Vals en Mi b Mayor.  B-94
- Nocturno en Sol b Mayor.  B-95
- Micropena I en Re menor, Andrómeda.  B-96
- Vesperal en Mi b Mayor.  B-97
- Preludio en Mi b Mayor.  B-98
- Preludio en Do menor.  B-99
- Doloroso en Mi b Mayor.  B-100
- Vals en Mi b Mayor.  B-101
- Variaciones sobre un tema de F. J. Haydn.  B-103
- Ausencia I en Do Mayor.  B-106
- Ausencia II en Sol Mayor.  B-107
- Milonga del Ángel.  B-112

### Guitarra
- Vals.  B-117, obra póstuma.

### Cámara / instrumental
- Belgrano – Marcha Canción (piano y canto).  B-7
- Canción Escuela Crisol (piano y canto).  B-15
- Dúo para dos oboes.  B-16
- Trío para dos oboes y trompa sobre una melodía popular.  B-17
- Atonal.  Sobre un tema de J.A. Bottiroli por N.A. Alessio (cuarteto de cuerdas).  B-18
- Himno Escuela San Antonio María Gianelli (canción).  B-19
- Trío para dos oboes y corno inglés.  B-20
- Sin título – texto religioso (piano y canto).  B-21
- Cámara oscura (canción).  B-22
- Vals en Sol Mayor para dos pianos (2 pianos).  B-24
- Marcial – Cuarteto de cuerdas.  B-26
- Sin título (piano a 4 manos).  B-29
- Allegro en sol menor (movimiento) (piano a 4 manos).  B-31 (comienzo perdido)
- Imagen (cuarteto de flautas traversas).  B-81
- Nocturno (cuarteto de flautas traversas).  B-82
- Adiós Nonino (piano a cuatro manos).  B-83
- Milonga del Ángel (piano a cuatro manos).  B-84
- Milonga del Ángel (2 pianos).  B-85
- Nocturnalia (4 flautas traversas y orquesta de cuerdas).  B-87
- Melodía / Memento (flauta y piano).  B-102
- Visión (cuarteto de flautas traversas).  B-108
- La última curda (cuarteto de flautas traversas).  B-109
- Parapeto el gato / Redondel (piano y canto).  B110

#### Cámara / Clasificación por instrumentos

##### Piano y canto
- Belgrano – Marcha Canción.  B-7
- Canción Escuela Crisol.  B-15
- Himno Escuela San Antonio María Gianelli.  B-19
- Sin título – texto religioso.  B-21
- Cámara Oscura.  B-22
- Parapeto el gato / Redondel.  B-110

##### Dúos
- Dúo para dos oboes. B-16
- Melodía / Memento para flauta y piano.  B-102

##### Piano a 4 manos
- Sin título – Piano a 4 manos.  B-29
- Allegro en Sol menor (movimiento).  B-31
- Adiós Nonino.  B-83
- Milonga del Ángel.  B-84

##### Dos pianos
- Vals en Sol Mayor para dos pianos.  B-24
- Milonga del Ángel.  B-85

##### Tríos
- Trío para dos oboes y trompa – Sobre una melodía popular.  B-17
- Trío para dos oboes y corno inglés.  B-20

##### Cuarteto de cuerdas
- Atonal.  Sobre un tema de J. A. Bottiroli por N.A. Alessio.  B-18
- Marcial - Cuarteto de cuerdas.  B-26

##### Cuarteto de flautas traversas
- Imagen.  B-81
- Nocturno.  B-82
- Visión para 4 flautas traversas.  B-108
- La última curda.  B-109

##### Flauta traversas y orquesta de cuerdas
- Nocturnalia.  B-87

### Música coral
- Claro de luna / Claire de lune – Debussy / Bottiroli (Sexteto vocal femenino).  B-1
- El Humahuaqueño / Carnavalito – Zaldivar / Bottiroli (Sexteto vocal femenino).  B-4
- Humo de tus ojos – Kern / Bottiroli (Sexteto vocal femenino).  B-5
- Pala – Pala (Sexteto vocal femenino).  B-6
- Vidalita (4 voces mixtas).  B-14
- Adiós Nonino – Piazzola / Bottiroli (4 voces mixtas).  B-25
- Adiós Nonino – Piazzola / Bottiroli (4 voces iguales).  B-104
- Obra coral – inconclusa.  B-105

### Música sinfónica
- Pequeña Suite Norteña.  I Serenata.  B-2
- Pequeña Suite Norteña.  II Gato.  B-3
- Pequeña obertura sobre algunos temas de Mario Tarenghi (con piano solista).  B-8
- Poema breve.  B-9
- Valses de Concierto de “El Caballero de la Rosa.”  B-10
- Panis Angelicus – Franck – Bottiroli.  B-11
- Carnavalito – Abalos / Bottiroli.  B-12
- Marcelino pan i vino Sorozábal / Bottiroli.  B-13
- Poema I.  B-33
- Nocturnalia.  B-57
- Ulises (Homero).  B-73
- Sinfonía (inconclusa).  B-111

## Poemas

### Ciclo del amor
- Mi amada me dio un encardo
- Cómo es
- La muralla
- Mira amada el mar
- Luna
- Allí en la nada
- No sé
- Poema
- Celos
- Rosa
- Sentencia
- Estás triste mi amor en estas Pascuas
- Hoy
- Soledad
- Quizás
- Desencanto
- Pregunta
- Poema
- Regreso
- Te dejaron ir
- Un beso
- Ven
- Soneto

### Serie de la Ausencia
- Volver
- Partida
- Bis Partida
- La oración
- Día de la ausencia
- Esperando
- De ayer
- Bis De ayer
- Viaje (niño)

### Odas
- La charca
- Verbena roja
- Bis Verbena roja
- Tres micropenas de mi ciudad
  - I El puerto
  - I Bis	El puerto
  - II Alem
  - III El lago
- Poema (a mi piano)
- Bach
- Bis Bach
- Polino (mi gato)
- Prólogo
- El abuelo
- Bis El abuelo
- Mi casita
- Ciudad
- Mujer
- Visión
- Son
- Bi Son (de la cuna)
- Nochebuena

### Serie del abismo
- No
- Si
- Otoño
- Nocturno
- Del árbol fuerte
- Paisaje
- ¡Basta!
- Niebla
- Vida
- Ya
- Hambre y sed
- Lluvia
- Tiempo
- Agua, puente, vida (maestro)
- Mi canción
- Frío
- Por qué!
- Canto eterno
- Bis Canto eterno
- ¿Adónde?
- Consigna (el poema de un asesino)
- Resurrexit
- Hológrafo
- El bosque (Fiat lux)

### Evocaciones poéticas
- Cincuenta años cumple nuestra madre
- Saludo al amigo
- Sin título (Saludo al amigo)
- Sin título (a Orlanda de Alessio)
- Salutación y Mensaje
- Quince años
- Veinte años

### Póstumo
- Retrato (Alfredo)